# 朴炳権
朴 炳権（パク・ピョングォン、박병권）は、大韓民国の陸軍軍人。最終階級は中将（大日本帝国陸軍では少尉）。朴正熙政権の国防部長官（国防相）を務めたが、民政復帰に反対して辞任した。太極武功勲章授与者。

## 経歴
1920年1月、忠清南道論山に生まれる。本貫は密陽朴氏。1940年、延禧専門学校文学部入学。1944年に卒業後学徒出陣して陸軍予備士官学校（福知山中部軍教育隊）を卒業し、陸軍少尉に任官される。
光復後は韓国に帰国し、学徒兵出身者により組織された「朝鮮学兵同盟」に参加したが、左傾化を嫌って崔栄喜、崔錫、閔耭植らと脱退し、右派組織「学兵団」に加入した。やがて軍事英語学校（大韓民国陸軍士官学校）の開校を知ると受験し、1946年1月卒業、任少尉（軍番10020番）。李致業少尉、宋堯讃少尉、白南権少尉とアメリカ人少佐と共に第5連隊（釜山）の創設に任じ、中隊副官。同年3月に白善燁中尉が大隊長兼A中隊長に赴任すると、朴は大隊副官となった。
1946年9月、江陵の第8連隊に派遣され、同連隊のB中隊長、第3大隊長を歴任。1947年、第4連隊（光州）副連隊長。同年12月14日、第5連隊長。1948年7月、国防部長官専属副官。
1950年6月、第5師団参謀長。同年7月7日、第1軍団軍需参謀。同年10月、第5師団副師団長。1951年3月、第2師団副師団長。同年6月、准将に昇進。1951年8月、第9師団長。1952年5月、アメリカ陸軍指揮幕僚大学に留学。1953年5月、少将に昇進。同年6月、第5師団長。
1954年3月、陸軍士官学校校長。1955年10月、第1管区司令官。1958年8月、第6管区（ソウル）司令官。1959年3月、第2訓練所長。1960年2月、第3軍団長。8月、陸軍本部人事参謀副長。11月、戦闘兵科教育基地司令官。
1961年7月、予備役編入後、国防部長官。1963年3月、朴正煕の民政参加に反対して国防部長官を辞任。1965年、日韓基本条約批准に反対する予備役将軍11名の署名に参加したため拘束される。1970年、大韓重石鉱業社長。

## 勲章
- レジオン・オブ・メリット - 1953年1月22日[10]
- 太極武功勲章 - 1954年1月16日
- 乙支武功勲章